# Lijst van personen uit Sint-Petersburg
Dit is een chronologische lijst van bekende personen die in de Russische stad Sint-Petersburg zijn geboren of woonachtig zijn (geweest).

## Geboren in Sint-Petersburg

### 1700–1799

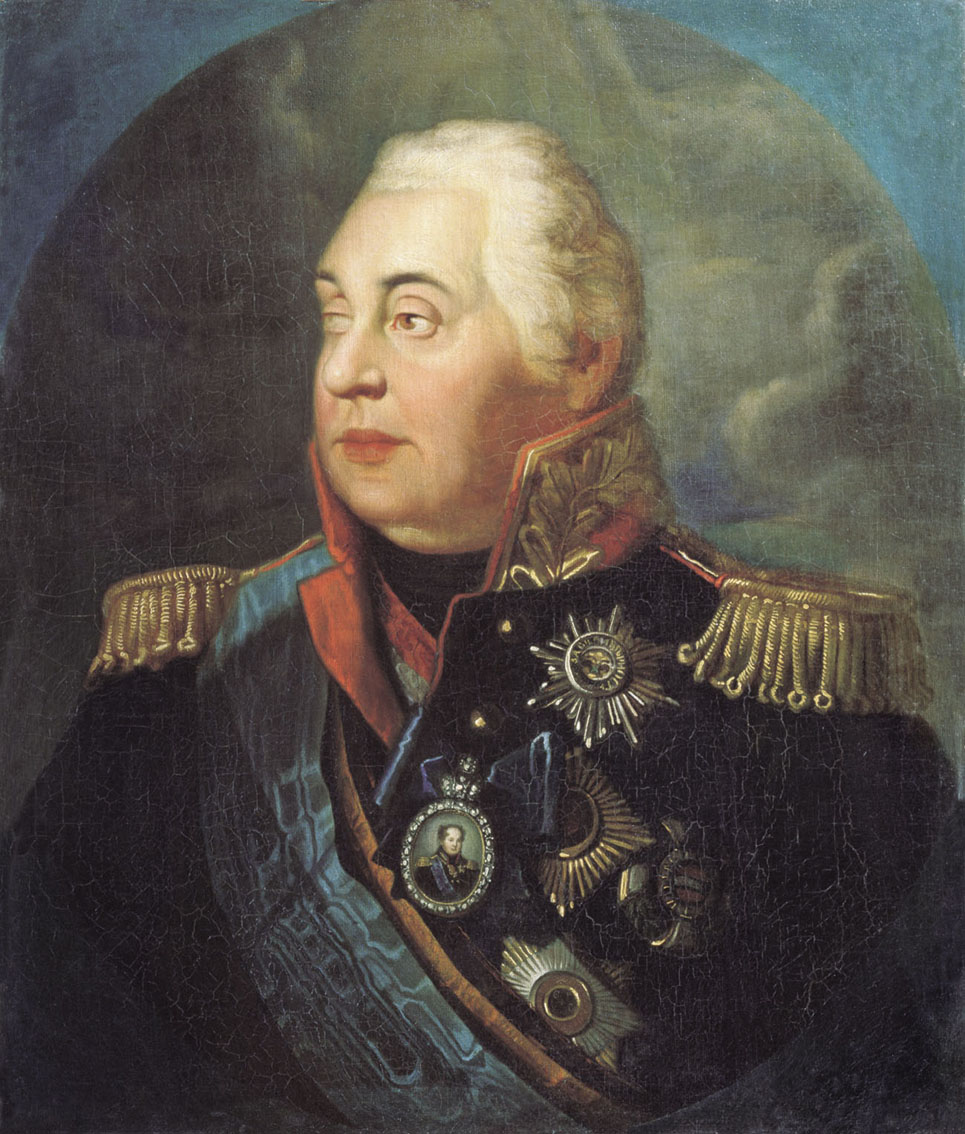
Veldmaarschalk Michail Koetoezov (1745-1813)

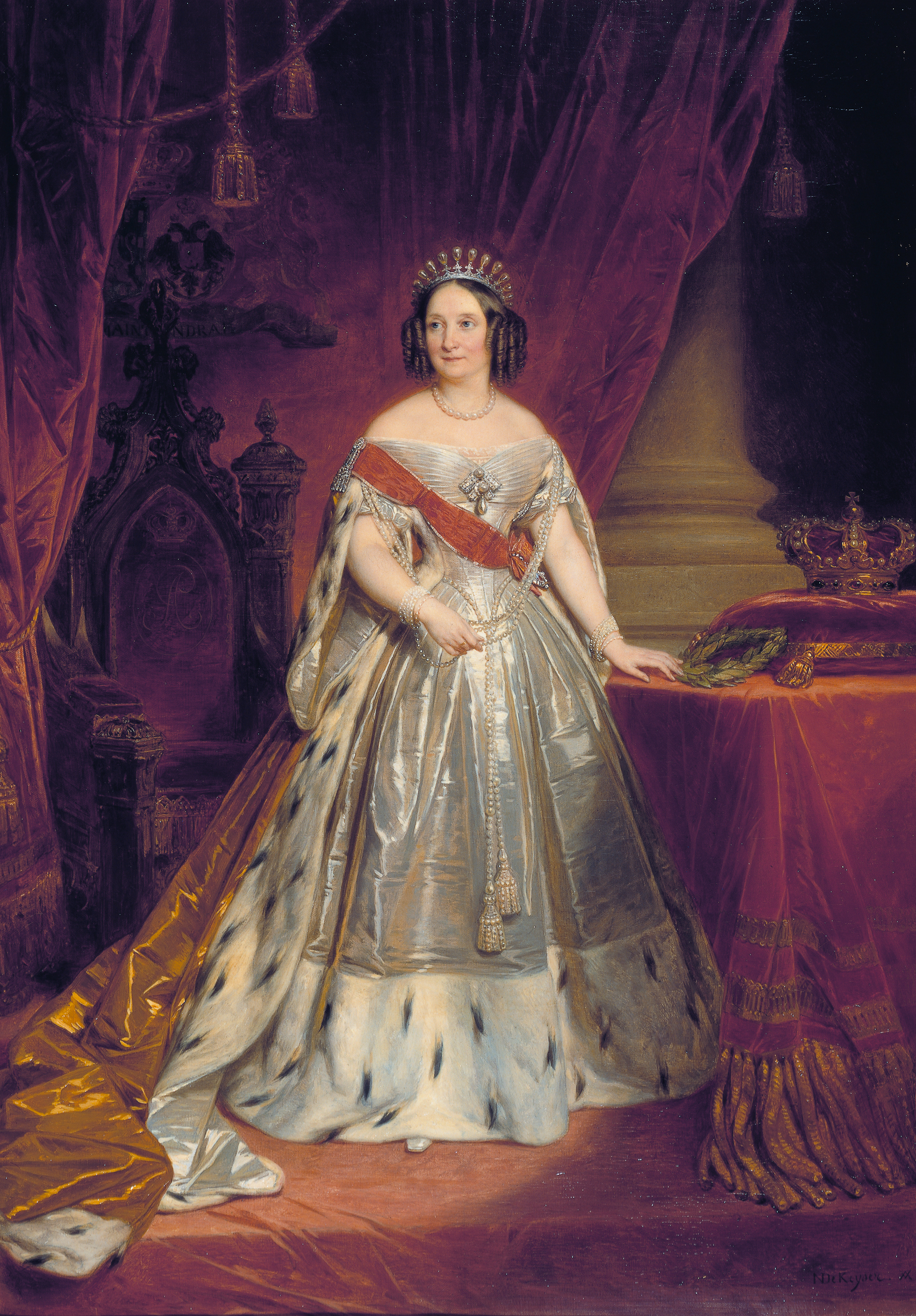
Koningin Anna Paulowna van Rusland (1795-1865)

- Ivan Lepjochin (1740-1802), natuuronderzoeker en botanicus
- Michail Koetoezov (1745-1813), veldmaarschalk aan wie de overwinning van Rusland op de Grande Armée van Napoleon wordt toegeschreven
- Paul I van Rusland (1754-1801), tsaar van Rusland (1796-1801)
- Alexander I van Rusland (1777-1825), tsaar van het Russische Rijk van 1801 tot 1825
- Catharina van Württemberg (1783-1835), prinses van Württemberg en van 1807 tot 1814 koningin van Westfalen
- Catharina Paulowna van Rusland (1788-1819), grootvorstin van Rusland
- Olga Paulowna van Rusland (1792-1795), grootvorstin uit het Huis Romanov
- Nikolaj Golitsyn (1794-1866), cellist
- Konstantin Thon (1794-1881), architect
- Anna Paulowna van Rusland (1795-1865), Nederlands koningin van 1840 tot 1849
- Nicolaas I van Rusland (1796-1855), tsaar van Rusland van 1825 tot zijn dood in 1855
- Karl Brjoellov (1799-1852), kunstschilder
- Sophie Rostopchine (1799-1874), Franse schrijfster van Russische geboorte

### 1800–1829
- Jevfimi Poetjatin (1803-1883), viceadmiraal van de Russische Keizerlijke Vloot
- Aleksandr Ivanov (1806-1858), kunstschilder
- Nikolaj Moeravjov-Amoerski (1809-1881), staatsman en diplomaat
- Anatoli Demidov (1812-1870), reiziger en beschermheer van de kunst
- Nikolaj Ogarjov (1813-1877), schrijver, publicist en politiek activist
- Otto von Böhtlingk (1815-1904), Russisch-Duits indoloog en sanskritist
- Alexander von Middendorff (1815-1894), Baltisch-Duitse zoöloog en hoogleraar
- Ludwig Bohnstedt (1822-1885), Russisch-Duits architect en kunstschilder
- Vladimir Stasov (1824-1906), kunstcriticus, recensent en journalist
- Aleksej Sergejevitsj Oevarov (1825–1884), archeoloog
- Catharina Michajlovna van Rusland (1827-1894), grootvorstin uit het Huis Romanov

### 1830–1839

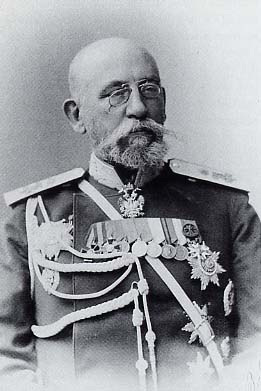
Generaal en gouverneur-generaal Nikolaj Bobrikov (1839-1904)

- Michaël Nikolajevitsj van Rusland (1832-1909), grootvorst van Rusland
- Aleksandr Borodin (1833-1887), componist
- Michail Klodt (1833-1902), kunstschilder uit de realistische school
- Viktor Hartmann (1834-1873), architect, beeldhouwer en kunstschilder
- Nikolaj Pomjalovski (1835-1863), schrijver
- Anna Filosofova (1837-1912), feminist
- Alexandra van Oldenburg (1838-1900), hertogin van Oldenburg, grootvorstin van Rusland
- Nikolaj Bobrikov (1839-1904), generaal en sinds 1898 gouverneur-generaal van Finland
- Elisabeth Järnefelt (1839-1929), Moeder van de Finse kunst en cultuur

### 1840–1849

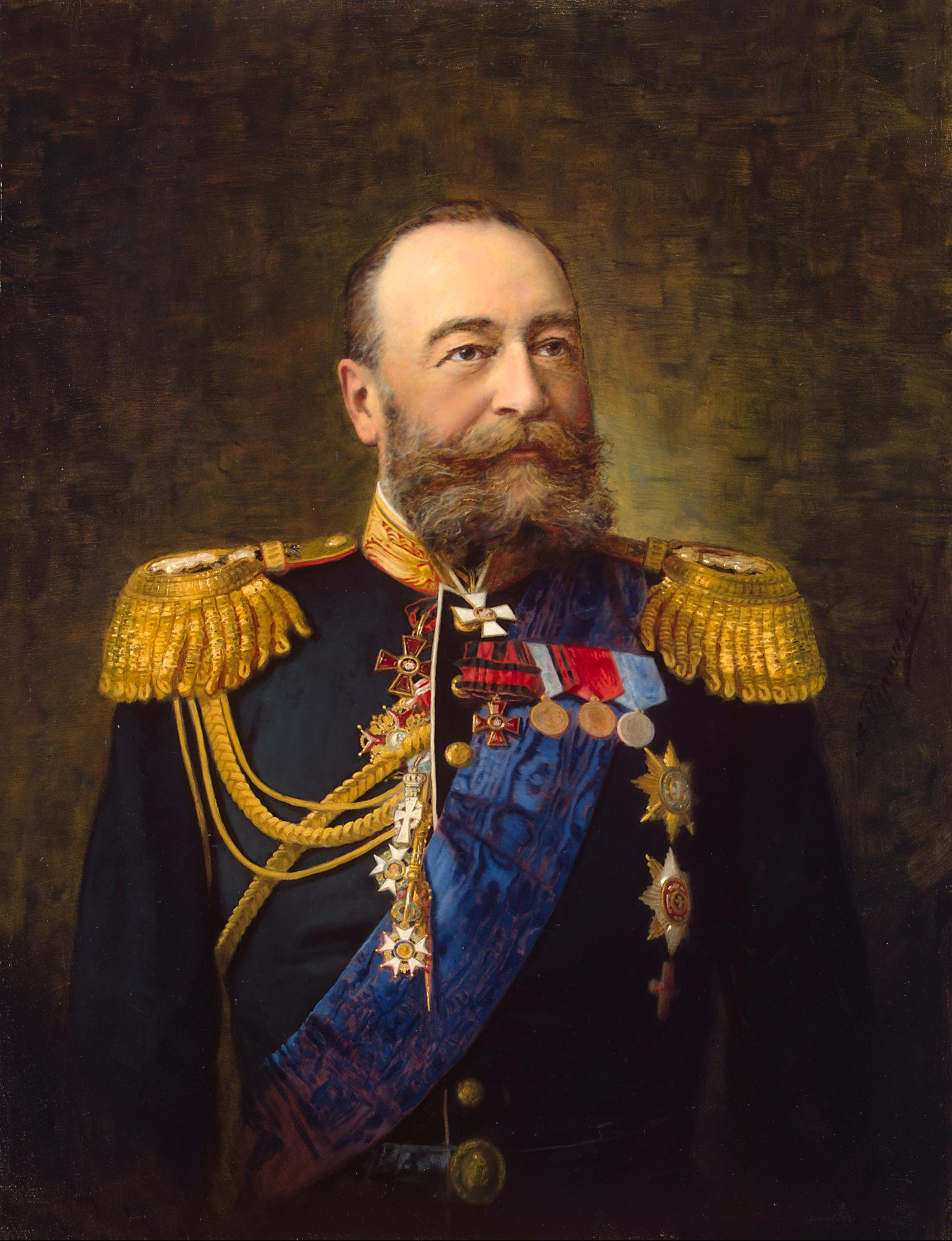
Admiraal Jevgeni Aleksejev (1843-1917)

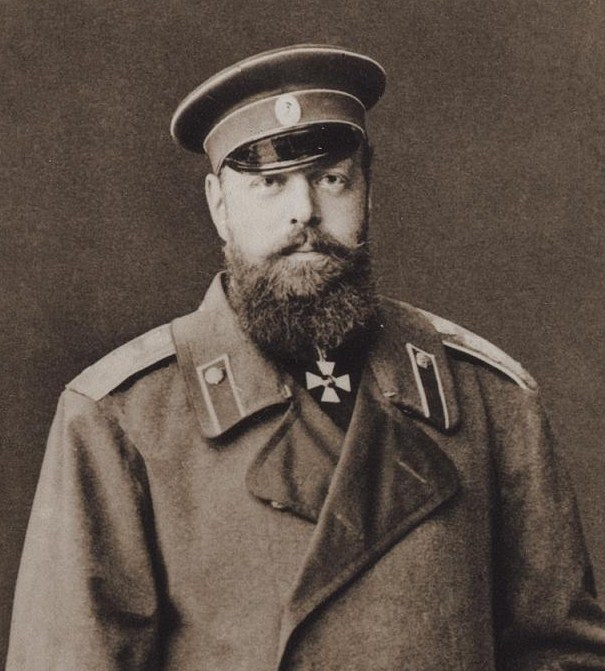
Tsaar Alexander III van Rusland (1845-1894)

- Maria van Leuchtenberg (1841-1914), prinses uit het Huis Beauharnais
- Nikolaj Mensjoetkin (1842-1907), scheikundige
- Jevgeni Aleksejev (1843-1917), admiraal
- Dmitri Anoetsjin (1843-1923), antropoloog, etnograaf, archeoloog en geograaf
- Michail Skobelev (1843-1882), generaal
- Alexander van Oldenburg (1844-1932), Hertog van Oldenburg, generaal
- Vasili Polenov (1844-1927), kunstschilder
- Alexander III van Rusland (1845-1894), tsaar van het Russische Rijk van 1881 tot 1894
- Georg Cantor (1845-1918), wiskundige
- Vladimir Lamsdorf (1845-1907), minister van Buitenlandse Zaken van Rusland van 1900 tot 1906
- Ella Adajevskaja (1846-1926), componiste, pianist en etnomusicologe
- Anna Dostojevskaja (1846-1918), schrijfster van memoires en de tweede vrouw van schrijver Fjodor Dostojevski
- Peter Carl Fabergé (1846-1920), goudsmid
- Wladimir Köppen (1846-1940), geograaf, meteoroloog, klimatoloog en botanicus
- Vladimir Romanov (1847-1909), grootvorst van Rusland
- Zinovi Rozjestvenski (1848-1909), admiraal
- Jean Béraud (1849-1935), impressionistische schilder

### 1850–1859
- Aleksej Aleksandrovitsj van Rusland (1850-1908), Grootvorst van Rusland
- Nicolaas Konstantinovitsj van Rusland (1850-1918), Grootvorst van Rusland
- Sergej Moeromtsev (1850-1910), politicus
- Aleksandr Tanejev (1850-1918), componist, staatssecretaris en keizerlijk ambtenaar
- Therese van Oldenburg (1852-1883), hertogin van Oldenburg
- Otto Nikolaus Witt (1853-1915), chemicus
- Adolf Hohenstein (1854-1928), Duitse schilder, illustrator, ontwerper en kostuumontwerper
- Vera Konstantinova van Rusland (1854-1912), dochter van grootvorst Constantijn Nikolajevitsj van Rusland
- Vladimir Tsjertkov (1854-1936), schrijver, secretaris van Lev Tolstoj
- Anatoli Ljadov (1855-1914), componist, docent en dirigent
- Semion Alapin (1856-1923), schaker
- Nicolaas Nikolajevitsj van Rusland (1856-1929), generaal in de Eerste Wereldoorlog
- Joeli Sjokalski (1856-1940), geograaf, oceanograaf en cartograaf
- Sergej Aleksandrovitsj van Rusland (1857-1905), grootvorst van Rusland
- Philipp Heck (1858-1943), Duitse jurist en rechtshistoricus
- Arthur Friedheim (1859-1932), Russische pianist en een van Franz Liszts beste leerlingen
- Emanuel Nobel (1859-1932), Zweeds-Russische oliebaron
- Nicolaas Michajlovitsj van Rusland (1859-1919), grootvorst van Rusland

### 1860–1869

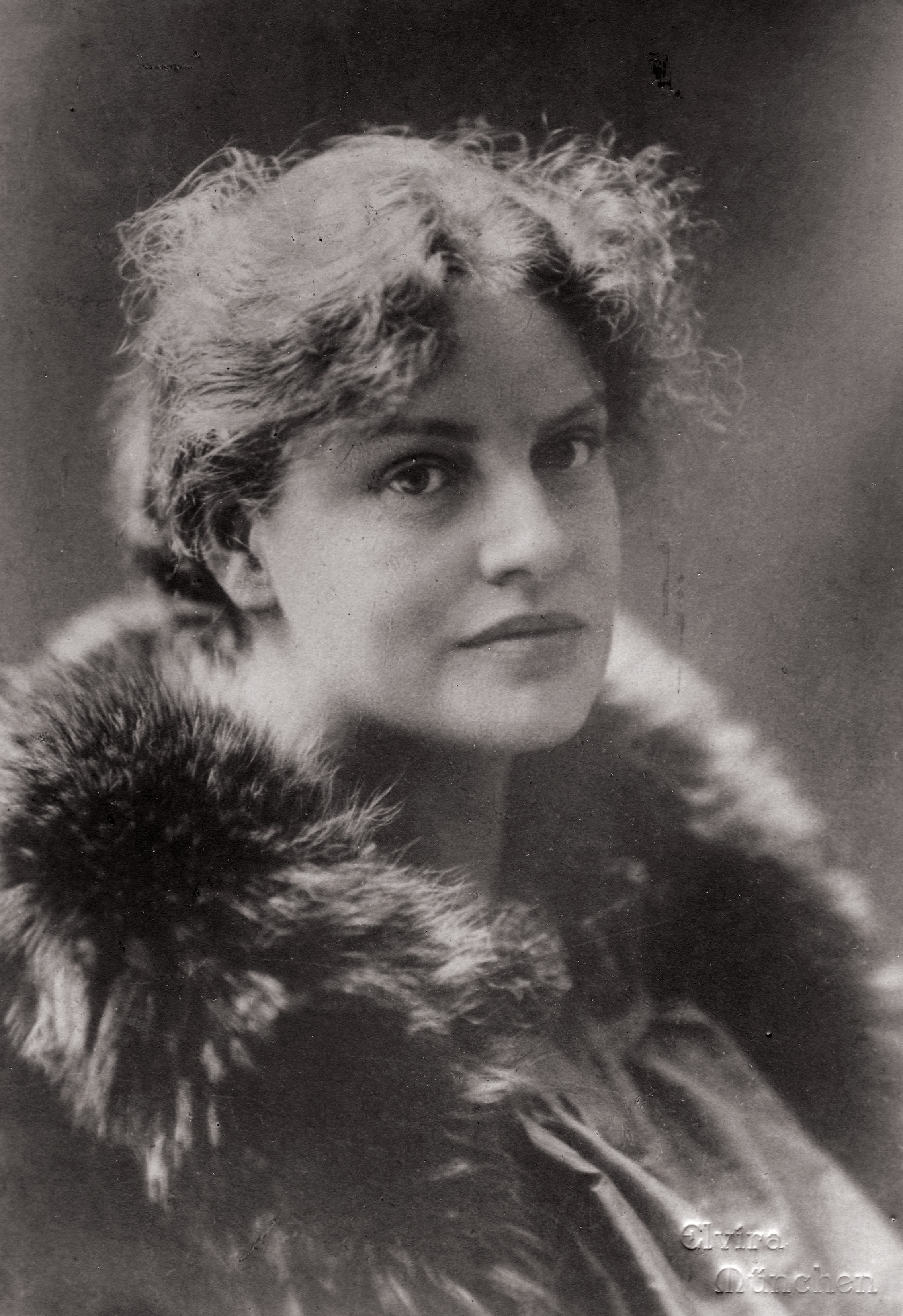
Psychoanalytica en schrijfster Lou Andreas-Salomé (1861-1937)

- Dimitri Konstantinovitsj van Rusland (1860-1919), Grootvorst van Rusland
- Lou Andreas-Salomé (1861-1937), Duits-Russisch psychoanalytica en schrijfster
- Arvid Järnefelt (1861-1932), schrijver
- Zinaïda Joesoepova (1861-1939), prinses
- Erik Meyer-Helmund (1861-1932), Russisch-Duits componist, dirigent en zanger
- Michaël Michajlovitsj van Rusland (1861-1929), grootvorst van Rusland
- Fjodor Sologoeb (1863-1927), symbolistisch schrijver en dichter
- Vladimir Vernadski (1863-1945), Russisch geoloog, geochemicus en mineraloog
- Vladimir Groem-Grzjimajlo (1864-1928), uitvinder, onderwijzer en productiemanager
- Peter Nikolajevitsj van Rusland (1864-1931), grootvorst van Rusland
- Aleksandr Glazoenov (1865-1936), componist, dirigent en pianist
- Dmitri Merezjkovski (1865-1941), schrijver en dichter
- Valentin Serov (1865-1911), kunstschilder
- Olga Karnovitsj (1866-1929), tweede echtgenote van grootvorst Paul Aleksandrovitsj van Rusland
- Nikolaus Revertera von Salandra (1866-1951), Oostenrijk-Hongaars diplomaat
- Aleksej Troitski (1866-1942), auteur en componist van eindspelstudies in het schaakspel
- Nicolaas II van Rusland (1868-1918), laatste tsaar (keizer) van Rusland van 1894 tot 1917
- Peter van Oldenburg (1868-1924), Russische hertog
- Pjotr Krasnov (1869-1947), officier en schrijver
- Nadezjda Kroepskaja (1869-1939), marxistisch revolutionair en Lenins echtgenote
- Boris Rosing (1869-1933), natuurkundige en pionier op het gebied van televisie
- Konstantin Somov (1869-1939), kunstschilder en graficus

### 1870–1879

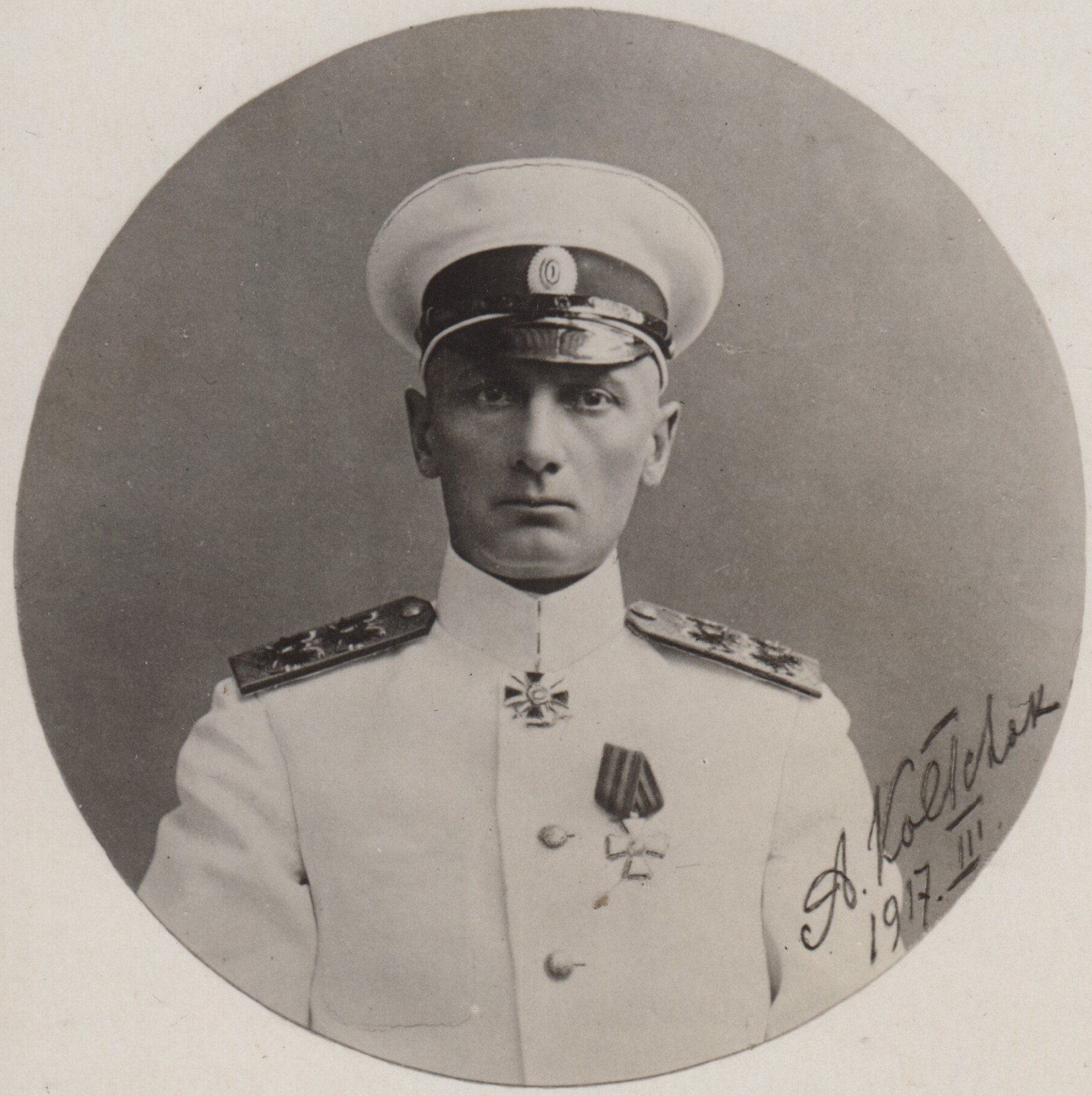
Admiraal Aleksandr Koltsjak (1874-1920)

- Alexandre Benois (1870-1960), kunstenaar, criticus en kunsthistoricus
- Vladimir Arsenjev (1872-1930), ontdekkingsreiziger en schrijver
- Aleksandra Kollontaj (1872-1952), revolutionaire, diplomate en feministe
- Mathilde Ksjesinska (1872-1971), Russisch balletdanseres van Poolse herkomst
- Misia Sert (1872-1950), pianiste
- Nadezjda Teffi (1872-1952), schrijfster
- Jelena Stasova (1873-1966), communistisch revolutionaire en politica
- Aleksandr Koltsjak (1874-1920), admiraal onder de tsaar en politiek en militair leider van de Witten tijdens de Russische Burgeroorlog
- Nikolaj Rjorich (1874-1947), kunstschilder, filosoof, archeoloog, schrijver en reiziger
- Xenia Aleksandrovna van Rusland (1875-1960), grootvorstin van Rusland
- Ivan Bilibin (1876-1942), illustrator en decorateur
- Boris Vladimirovitsj van Rusland (1877-1943), grootvorst van Rusland
- Michaël Aleksandrovitsj van Rusland (1878-1918), grootvorst van Rusland
- Zinaida Konopljannikova (1878-1906), revolutionair
- Agrippina Vaganova (1879-1951), balletdanseres, choreografe en balletlerares

### 1880–1889
- Aleksandr Blok (1880-1921), dichter
- Michel Fokine (1880-1942), Russisch-Amerikaans ballet-choreograaf
- Anna Pavlova (1881-1931), ballerina en filantrope
- Kornej Tsjoekovski (1882-1969), essayist, criticus en schrijver
- Sergej Beljavski (1883-1953), astronoom
- Aleksandr Fersman (1883-1945), mineraloog en kristallograaf
- Boris Asafjev (1884-1949), componist en auteur
- Vladimir Artemjev (1885-1962), raketingenieur
- Sacha Guitry (1885-1957), Frans acteur, regisseur, scenarioschrijver en dramaturg
- Tamara Karsavina (1885-1978), ballerina en danspedagoge
- Max Vasmer (1886-1962), taalkundige
- Felix Joesoepov (1887-1967), edelman die bekend is geworden als moordenaar van Grigori Raspoetin
- Igor Severjanin (1887-1941), schrijver en dichter
- Christoffel van Griekenland en Denemarken (1888-1940), prins van Griekenland en Denemarken
- Aleksandr Friedmann (1888-1925), wiskundige en astronoom
- Sergej Krylov (1888-1958), rechtsgeleerde, diplomaat en rechter
- Joseph Ruttenberg (1889-1983), Amerikaanse cameraman, director of photography en persfotograaf

### 1890–1899
- Maria Paulowna van Rusland (1890-1958), grootvorstin van Rusland
- Tatjana Konstantinova van Rusland (1890-1979), prinses van Rusland
- Aleksandr Rodtsjenko (1891-1956), kunstenaar
- Constantijn Konstantinovitsj van Rusland (1891-1918), prins (knjaz van keizerlijk bloed) van Rusland
- Erté (1892-1990), ontwerper
- Lydia Lopokova (1892-1981), ballerina
- Oleg Konstantinovitsj van Rusland (1892-1914), prins van Rusland
- Edith Södergran (1892-1923), Fins-Zweeds dichteres
- Paul van Joegoslavië (1893-1976), van 1934 tot 1941 regent voor diens minderjarige zoon koning Peter II
- Viktor Sjklovski (1893-1984), schrijver
- Iwan Wyschnegradsky (1893-1979), Russisch-Frans componist
- Robert Mertens (1894-1975), Duits bioloog
- Nicolas Slonimsky (1894-1995), Russisch-Amerikaans componist, dirigent, pianist, musicoloog en muziekrecensent
- Michail Zosjtsjenko (1894-1958), schrijver
- Nikolaj Jezjov (1895-1940), tussen 1936 en 1938 als Volkscommissaris voor Binnenlandse Zaken het hoofd van de NKVD ten tijde van de Grote Zuivering
- Nikolaj Nikitin (1895-1963), schrijver
- Vladimir Propp (1895-1970), folklorist
- Léon Theremin (1896-1993), uitvinder
- Nikolaj Tichonov (1896-1979), schrijver en dichter
- Victor Trivas (1896-1970), scenarioschrijver, artdirector en filmregisseur
- Vladimir Palej (1897-1918), dichter
- Vladimir Fock (1898-1974), natuurkundige
- Vladimir Nabokov (1899-1977), Russisch-Amerikaans schrijver, dichter en literatuurcriticus
- Aleksandr Tsjerepnin (1899–1977), componist en pianist
- Konstantin Vaginov (1899–1934), schrijver en dichter

### 1900–1909

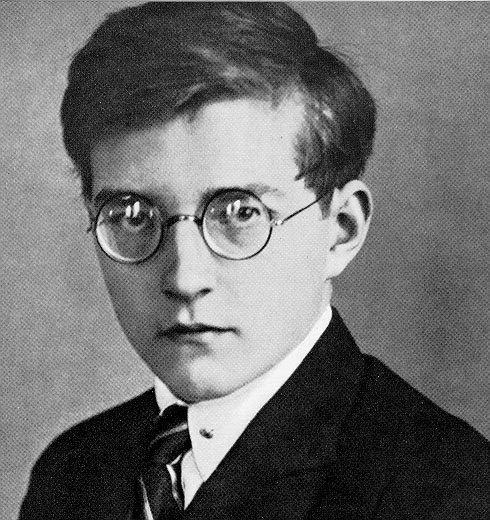
Componist Dmitri Sjostakovitsj (1906-1975)

- Nina Berberova (1901-1993), dichteres en schrijfster
- Karandasj (1901-1983), clown
- Daniele Amfitheatrof (1901-1983), Russisch-Italiaans componist
- Eduard Ellman-Eelma (1902-1941), Estisch voetballer
- Georges Kopp (1902-1951), personage uit de reportage "Homage to Catalonia" van George Orwell
- Aleksandra Danilova (1903-1997), ballerina en danspedagoge
- Gaito Gazdanov (1903-1971), emigrant-schrijver
- Jevgeni Mravinski (1903-1988), dirigent
- George Balanchine (1904-1983), choreograaf
- Nikolaj Berzarin (1904-1945), generaal en de eerste Sovjet-Russische commandant van Berlijn (1945)
- Dmitri Kabalevski (1904-1987), componist
- Aleksej Kosygin (1904-1980), politicus en minister-president van de Sovjet-Unie
- Leonid Nikolajev (1904-1934), arbeider die de Leningradse partijleider Sergej Kirov vermoordde
- Sophie Piccard (1904-1990), Zwitserse wiskundige en hooglerares
- Boris Arapov (1905-1992), componist
- Mischa Auer (1905-1967), acteur
- Aleksandr Gelfond (1906-1968), wiskundige
- Wassily Leontief (1906-1999), econoom en Nobelprijswinnaar (1973)
- Platon Morozov (1906-1986), advocaat, rechtsgeleerde en diplomaat
- George Sanders (1906-1972), Engelse acteur
- Dmitri Sjostakovitsj (1906-1975), componist
- Théodore Stravinsky (1907-1989), Franse kunstschilder van Russische afkomst
- Natalja Baranskaja (1908-2004), schrijfster
- Ilja Frank (1908-1990), Sovjet-Russisch natuurkundige en Nobelprijswinnaar (1958)
- Marina Semjonova (1908-2010), balletdanseres en choreografe
- Boris Sjelagin (1908-1942), voetballer
- Sergej Sobolev (1908-1989), wiskundige

### 1910–1919
- Olga Berggolts (1910-1975), schrijfster en dichteres
- Barys Kit (1910-2018), Wit-Russisch- Amerikaans raketwetenschapper
- Pavel Kloesjantsev (1910-1999), cameraman, regisseur en schrijver
- Galina Oelanova (1910-1998), ballerina
- Jevgeni Sjelagin (1910-1941), voetballer
- Michail Botvinnik (1911-1995), schaker; wereldkampioen van 1948 tot 1963
- Leonid Kantorovitsj (1912-1986), econoom en Nobelprijswinnaar (1975)
- Pierre Basilewsky (1913-1993), Belgisch entomoloog
- Valentin Sjelagin (1913-1941), voetballer
- Nicolas de Staël (1914-1955), Frans schilder van Baltisch-Duitse afkomst
- Konstantin Simonov (1915-1979), schrijver, dichter en oorlogscorrespondent
- Galina Oestvolskaja (1919-2006), componiste

### 1920–1929
- Eugene Dynkin (1924-2014), wiskundige
- Kirill Lavrov (1925-2007), acteur
- Galina Visjnevskaja (1926-2012), operazangeres
- Pavel Charin (1927-2023), kanovaarder
- Joeri Grigorovitsj (1927-2025), balletdanser en choreograaf
- Aleksandr Gomelski (1928-2005), basketbalcoach
- Aleksandr Ivanov (1928-1997), voetballer
- Vladimir Kondrasjin (1929-1999), basketbalcoach

### 1930–1939
- Joeri Tjoekalov (1930-2018), roeier
- Lazar Berman (1930-2005), pianist
- Georgi Gretsjko (1931-2017), ruimtevaarder
- Viktor Kortsjnoj (1931-2016), Zwitsers schaker van Russische afkomst
- Viktor Liberman (1931-1999), violist en dirigent
- Galina Zybina (1931-2024), atlete
- Alla Osipenko (1932-2025), balletdanseres
- Oleg Protopopov (1932-2023), kunstschaatser
- Anatoli Ivanov (1934-2012), soloslagwerker, componist en dirigent
- Oleg Koetoezov (1935-2025), basketballer
- Nina Timofejeva (1935-2014), ballerina
- Andrej Bitov (1937-2018), schrijver
- Boris Spasski (1937-2025), schaker, wereldkampioen van 1969 tot 1972
- Boris Melnikov (1938-2022), schermer
- Lev Boertsjalkin (1939-2004), voetballer en trainer
- Elvīra Ozoliņa (1939), Sovjet-Russische atlete van Letse komaf en olympisch kampioene
- Boris Tisjtsjenko (1939-2010), componist, compositieprofessor en pianist
- Artoer Tsjilingarov (1939-2024), poolonderzoeker en politicus

### 1940–1949

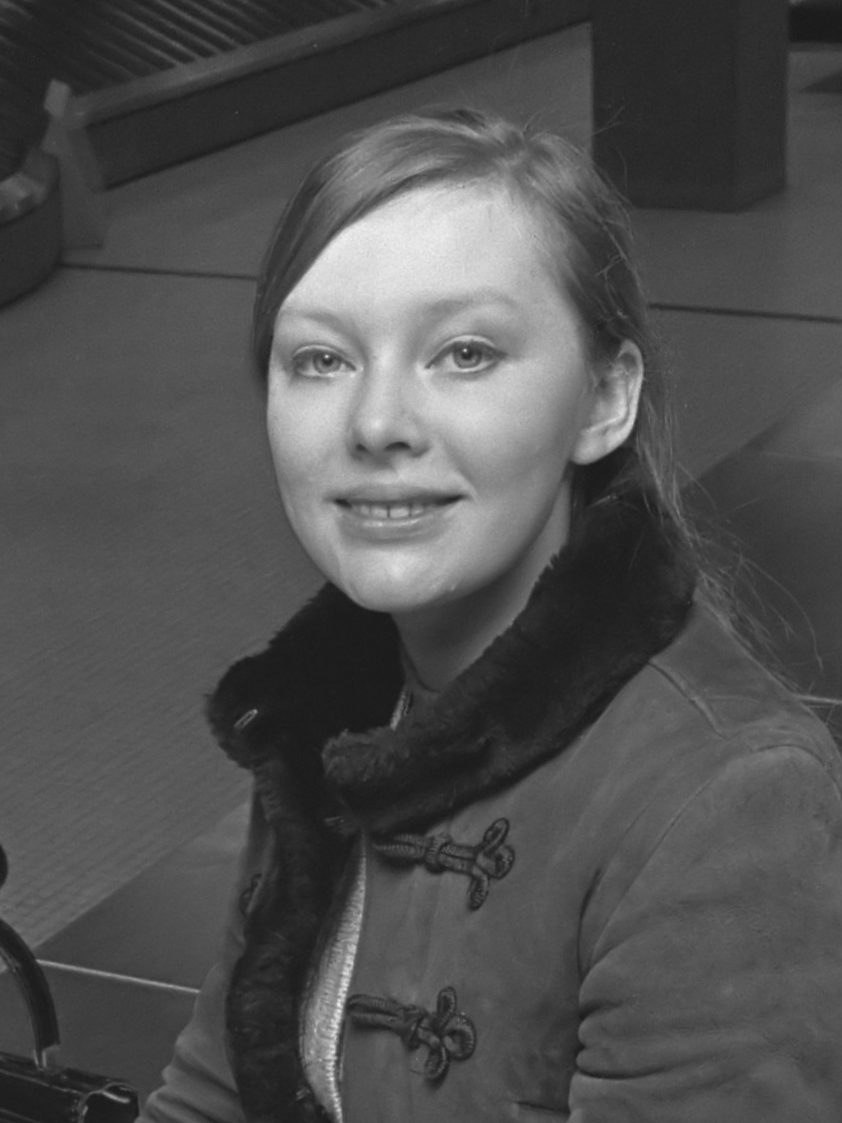
Actrice en balletdanseres Ljoedmila Saveljeva (1942)

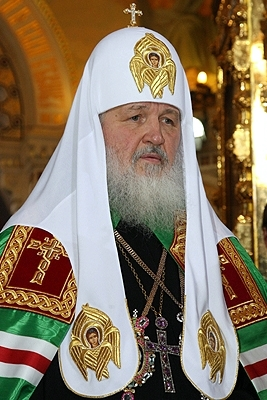
Geestelijk leider Kirill van Moskou (1946)

- Joseph Brodsky (1940-1996), dichter en Nobelprijswinnaar (1987)
- Tamara Moskvina (1941), kunstschaatsster en coach
- Ljoedmila Saveljeva (1942), actrice en balletdanseres
- Mark Tseitlin (1943-2022), schaakgrootmeester
- Andrej Chotejev (1946-2021), pianist
- Kirill van Moskou (1946), geestelijke en de geestelijk leider van de Russisch-orthodoxe Kerk
- Irena Szewińska (1946-2018), Pools atlete
- Sofa Landver (1949), Israëlisch politica
- Aleksandr Sokolov (1949), politicus

### 1950–1959
- Grigori Sokolov (1950), pianist

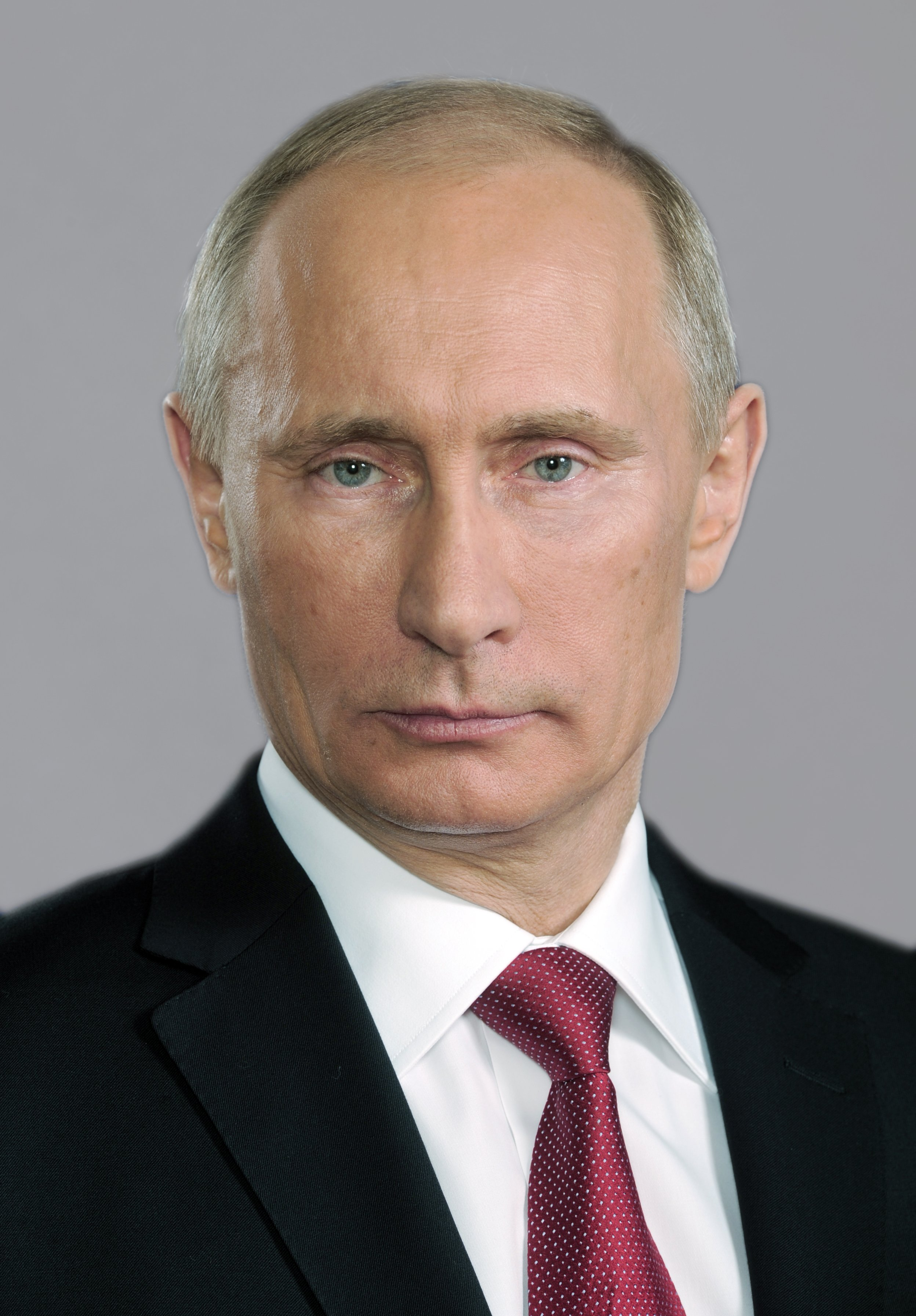
President Vladimir Poetin (1952)

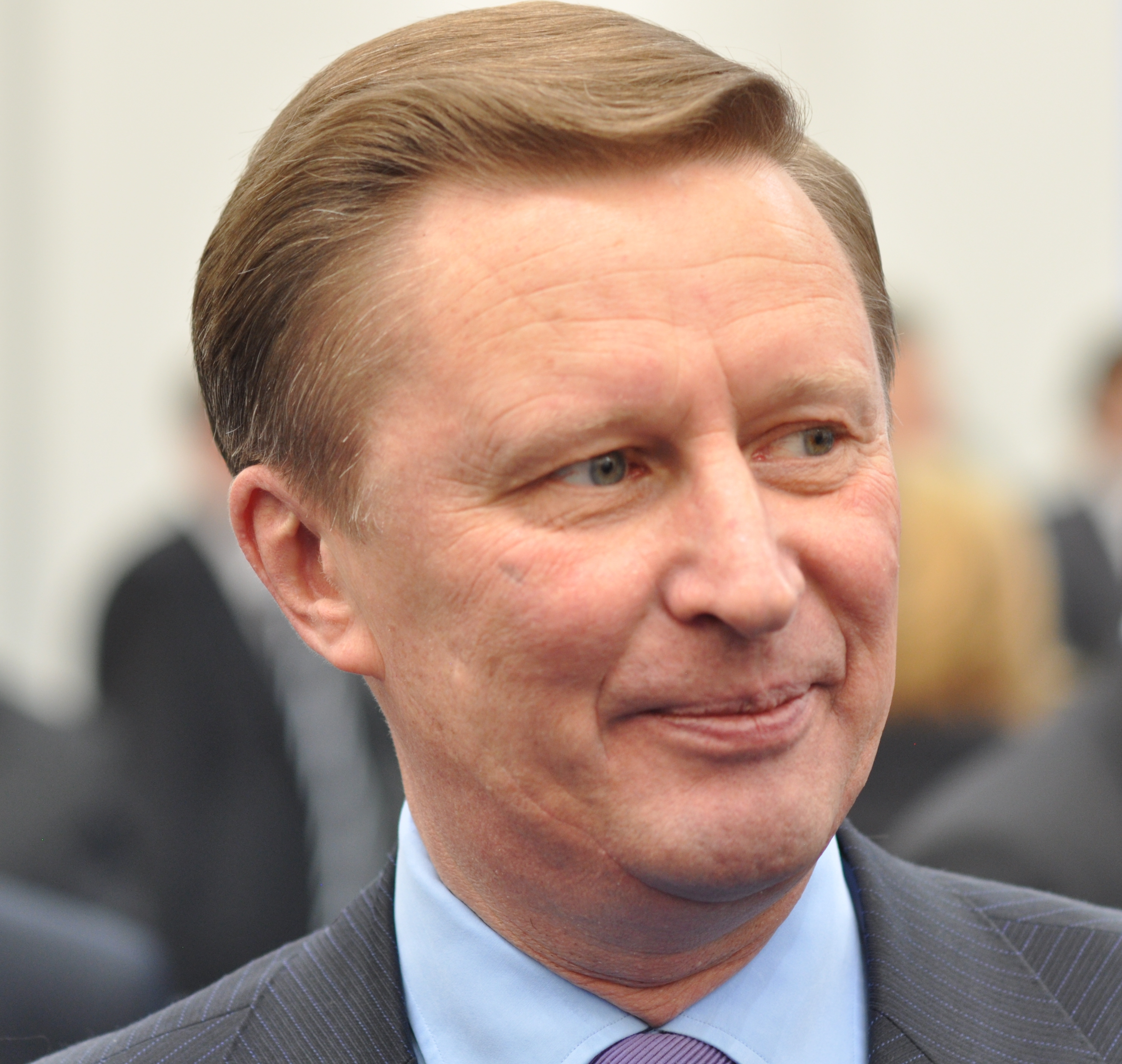
Politicus Sergej Ivanov (1953)

- Aleksandr Belov (1951-1978), Sovjet basketbalspeler
- Semyon Bychkov (1952), Russisch-Amerikaans dirigent
- Vladimir Poetin (1952), president van Rusland (1999-2008, 2012-heden) en premier van Rusland (2008-2012)
- Aleksandr Zajtsev (1952), kunstschaatser
- Boris Grebensjtsjikov (1953), de 'grootvader van de Russische rock'
- Sergej Ivanov (1953), politicus
- Vera Komisova (1953), atlete
- Sergej Mironov (1953), politicus
- Vladimir Tsjoerov (1953-2023), politicus
- Irina Levitina (1954), Amerikaanse schaakster van Russische afkomst
- Jelena Achmilovskaja (1957-2012), Amerikaanse schaakster van Russische afkomst
- Andrej Borejko (1957), dirigent
- Aleksandr Ditjatin (1957), turner
- Sergej Krikaljov (1958), kosmonaut
- Oleg Vasiljev (1959), kunstschaatser
- Leonid Yudasin (1959), Russisch-Israëlisch schaker

### 1960–1969
- Vladimir Salnikov (1960), zwemmer

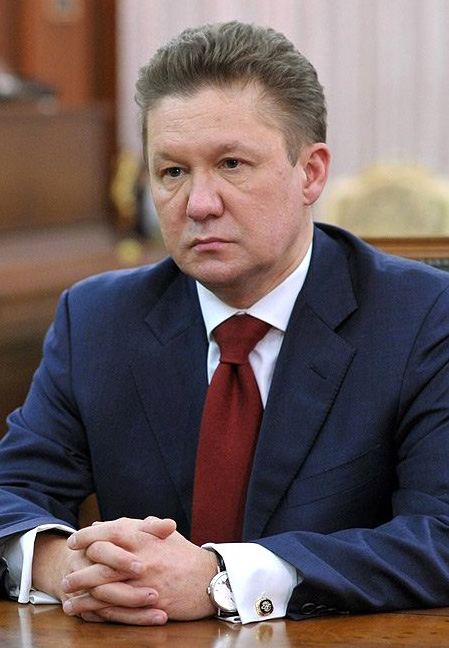
Voorzitter Gazprom Aleksej Miller (1962)

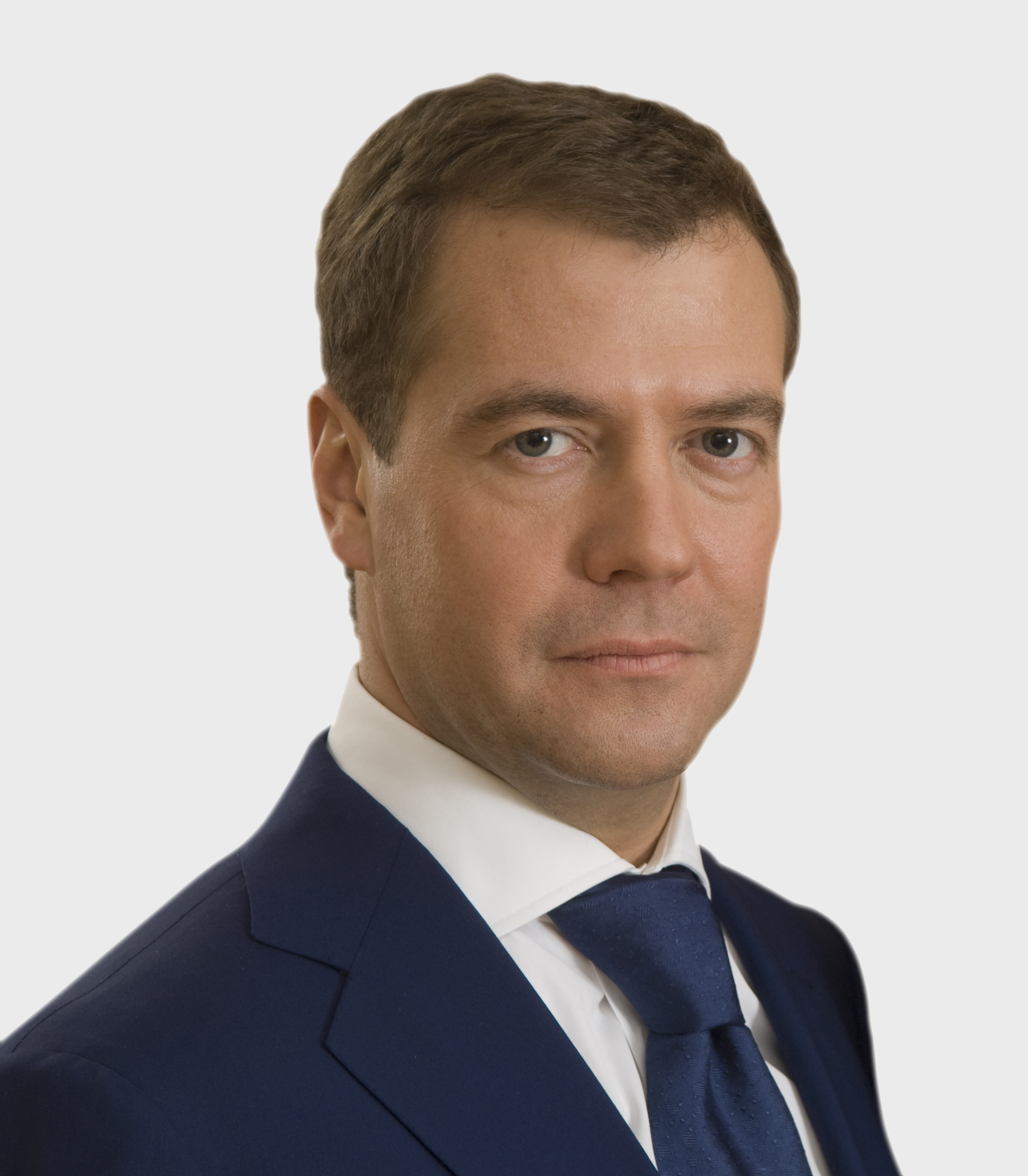
President Dmitri Medvedev (1965)

- Jevgeni Prigozjin (1961-2023), zakenman; eigenaar van de Wagnergroep
- Aleksej Miller (1962), voorzitter van de raad van bestuur van het Russische aardgasbedrijf Gazprom
- Viktor Tsoj (1962-1990), zanger
- Jelena Valova (1963), kunstschaatsster
- Andrej Borisenko (1964), kosmonaut
- Vladimir Jepisjin (1965), schaker
- Dmitri Medvedev (1965), president van Rusland (2008-2012) en premier van Rusland (2012-2020)
- Andrej Abdoevalijev (1966), Tadzjieks-Oezbeeks kogelslingeraar
- Jelena Betsjke (1966), kunstschaatsster
- Ljoedmila Borisova (1966), atlete
- Oleg Butman (1966), jazz-drummer
- Aleksandr Chalifman (1966), schaker
- Grigori Perelman (1966), wiskundige
- Igor Trandenkov (1966), atleet
- Aleksandr Mostovoj (1968), voetballer
- Denis Petrov (1968), kunstschaatser
- Mariella Ahrens (1969), Duitse actrice
- Oleg Salenko (1969), voetballer
- Alex Shnaider (1969), Canadees-Joodse zakenman en miljonair
- Jelena Sjoesjoenova (1969-2018), turnster

### 1970–1979
- Stanislav Smirnov (1970), wiskundige
- Dmitri Neljoebin (1971-2005), baanwielrenner
- Vladislav Bezborodov (1973), voetbalscheidsrechter
- Aleksej Oermanov (1973), kunstschaatser
- Oksana Kazakova (1975), kunstschaatsster
- Vladislav Radimov (1975), voetballer
- Aleksandra Latysjeva (1976), basketbalspeler
- Anton Sicharoelidze (1976), kunstschaatser
- Pjotr Svidler (1976), schaker
- Jevgenia Isakova (1978), hordeloopster
- Ivan Oergant (1978), tv-presentator, komiek, zanger en acteur
- Vjatsjeslav Malafejev (1979), doelman in het betaald voetbal
- Aleksej Sokolov (1979), marathonloper

### 1980–1989

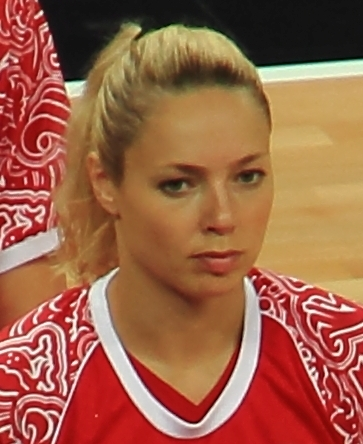
Basketbalspeelster Ilona Korstin (1980)

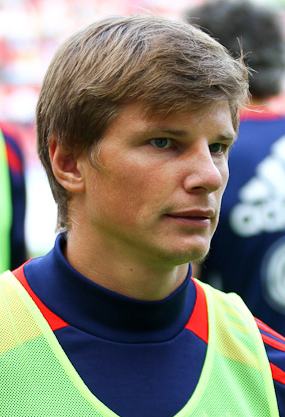
Voetballer Andrej Arsjavin (1981)

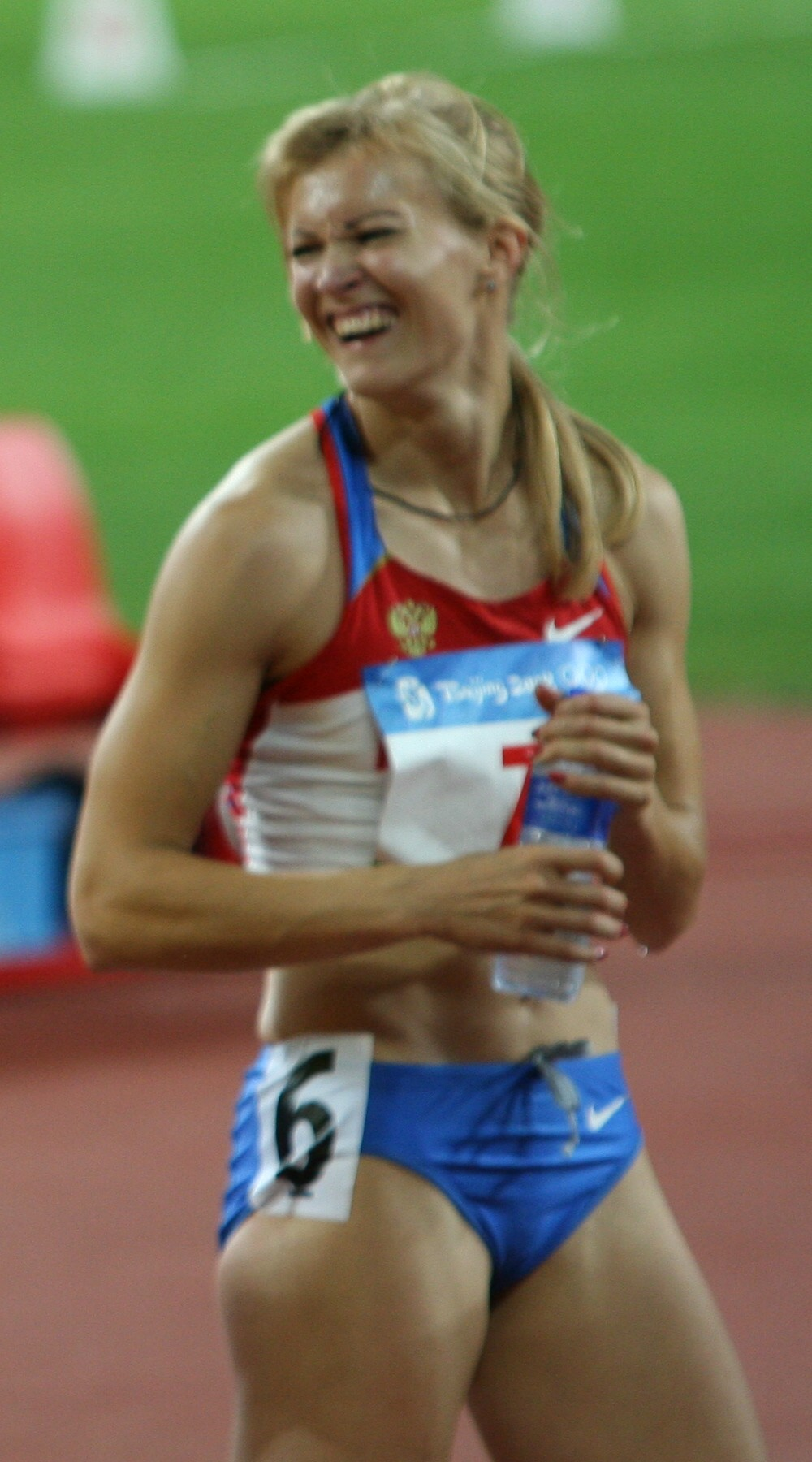
Meerkampster Anna Bogdanova (1984)

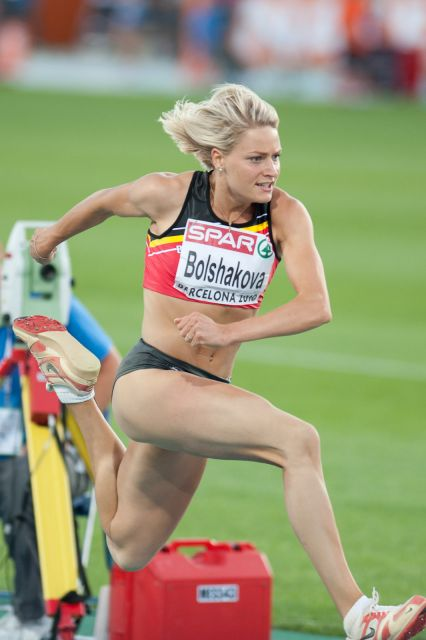
Hink-stap-springster en verspringster Svetlana Bolshakova (1984)

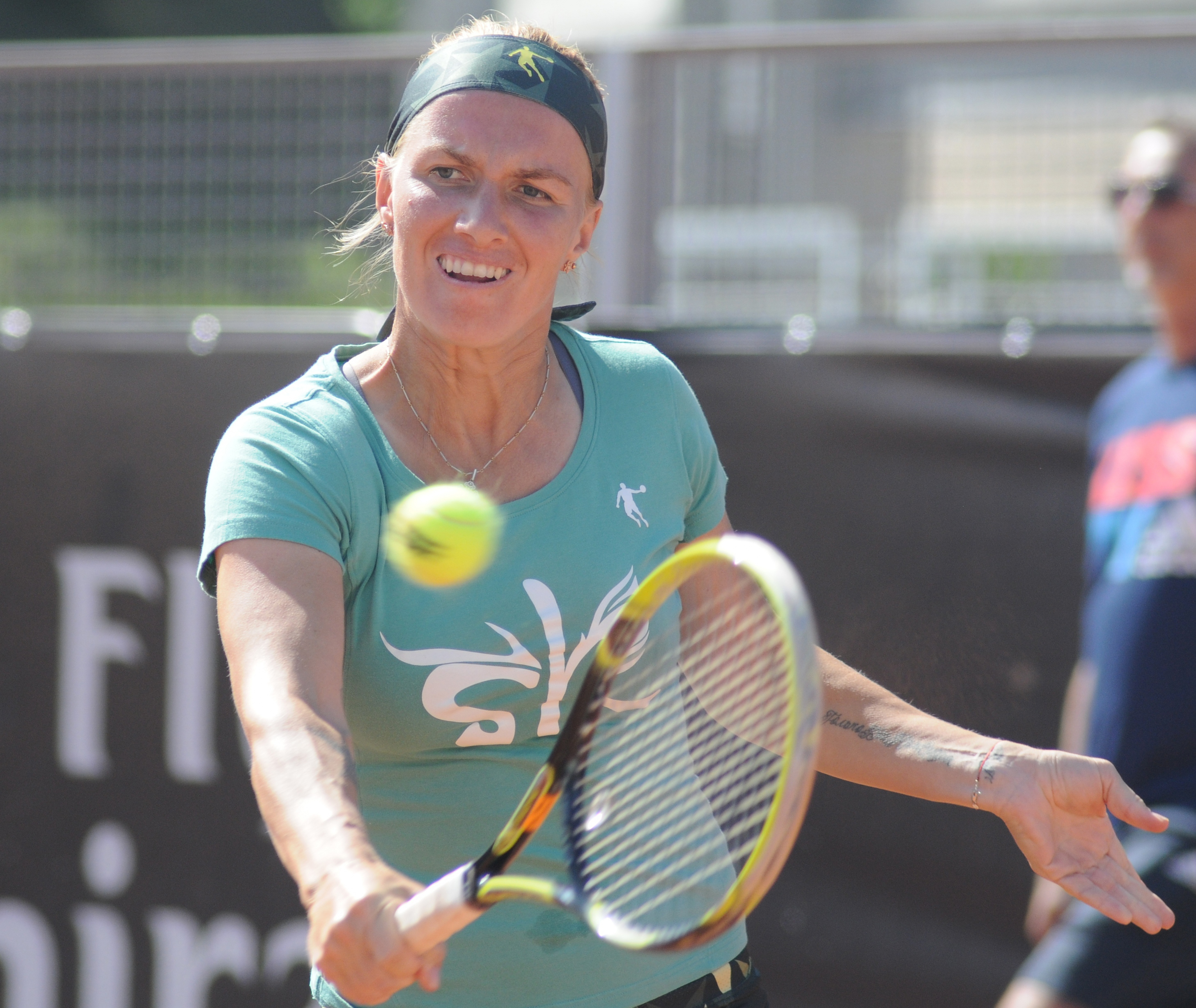
Tennisster Svetlana Koeznetsova (1985)

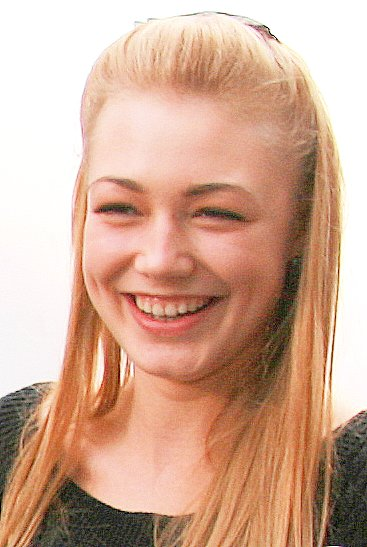
Actrice Oksana Akinsjina (1987)

- Svetlana Abrosimova (1980), basketbalspeelster
- Aleksej Jagoedin (1980), kunstrijder
- Vladimir Karpets (1980), wielrenner
- Ilona Korstin (1980), basketbalspeelster
- Margarita Levieva (1980), Russisch-Amerikaans actrice
- Maimuna (1980), Wit-Russisch violiste
- Igor Sysojev (1980-2024), triatleet
- Natalja Antjoech (1981), atlete
- Andrej Arsjavin (1981), voetballer
- Lidia Baich (1981), Oostenrijkse/Russisch violiste
- Michail Jelgin (1981), tennisser
- Ksenia Sobtsjak (1981), tv-presentatrice, journaliste en actrice
- Jekaterina Abramova (1982), langebaanschaatsster
- Sergej Slavnov (1982), kunstschaatser
- Anna Bogdanova (1984), meerkampster
- Svetlana Bolshakova (1984), Belgische hink-stap-springster en verspringster van Russische afkomst
- Igor Denisov (1984), voetballer
- Pavel Doerov (1984), ondernemer
- Jevgeni Aleksejev (1985), schaker
- Jekaterina Joerlova (1985), biatlete
- Svetlana Koeznetsova (1985), tennisster
- Maria Moechortova (1985), kunstschaatsster
- Nadezjda Skardino (1985), Wit-Russisch biatlete
- Andrej Baranov (1986), violist
- Boris Rotenberg (1986), Fins voetballer
- Oksana Akinsjina (1987), actrice
- Lizaveta Kuzmenka (1987), Wit-Russische alpineskiester
- Ivan Rovny (1987), wielrenner
- Maria Orlova (1988), skeletonster
- Aleksandr Enbert (1989), kunstschaatser
- Sergej Fesikov (1989), zwemmer
- Michail Kozlovski (1989), autocoureur
- Maria Shkanova (1989), Wit-Russische alpineskiester
- Andrij Jarmolenko (1989), Oekraïens voetballer
- Anton Yelchin (1989-2016), Amerikaans acteur

### 1990–1999
- Fjodor Klimov (1990), kunstschaatser
- Alena Leonova (1990), kunstschaatsster
- Olga Smirnova (1991), balletdanseres
- Ilja Zacharov (1991), schoonspringer
- Brian Idowu (1992), Nigeriaans-Russisch voetballer
- Ksenia Makarova (1992), Russisch-Amerikaans kunstschaatsster
- Viktor Manakov (1992), wielrenner
- Aleksej Romasjov (1992), schansspringer
- Ksenia Stolbova (1992), kunstschaatsster
- Anish Giri (1994), schaakgrootmeester
- Michail Koljada (1995), kunstschaatser
- Kirill Prigoda (1995), zwemmer
- Aleksandra Stepanova (1995), kunstschaatsster
- Ramil Sjejdajev (1996), voetballer
- Sofia Prosvirnova (1997), shorttrackster
- Dmitri Kozlovski (1999), kunstschaatser

### Vanaf 2000
- Stanislava Konstantinova (2000), kunstschaatsster
- Aleksandra Bojkova (2002), kunstschaatsster

## Woonachtig (geweest) in Sint-Petersburg

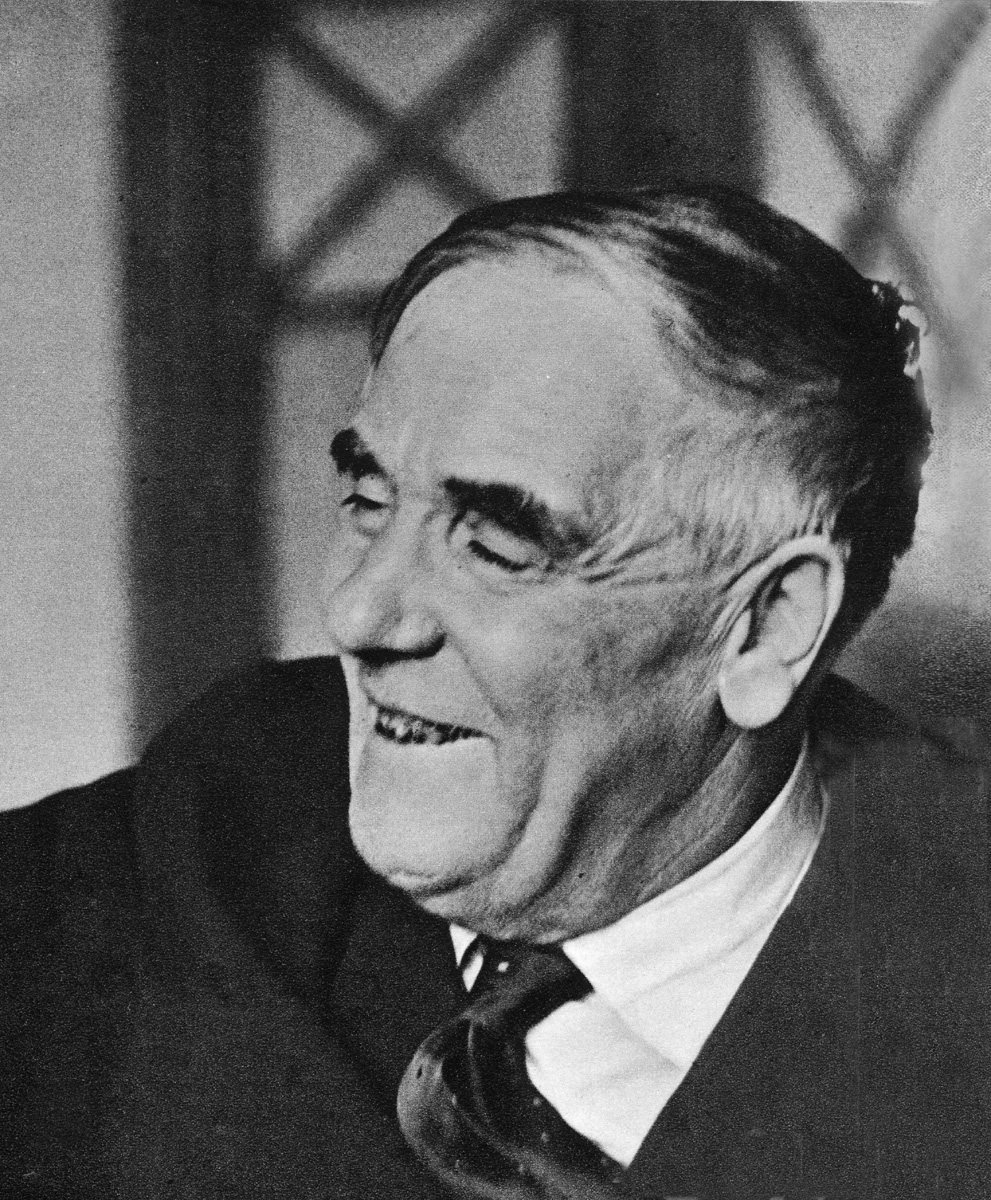
Natuurkundige Pjotr Kapitsa (1894-1984)

- Aleksandr Petrov (1794-1867), schaker
- Nikolaj Gogol (1809-1852), schrijver
- Michail Bakoenin (1814-1876), anarchist
- Otto von Bismarck (1815-1898), politicus
- Michail Tsjigorin (1850-1908), schaker
- Vladimir Bechterev (1857-1927), neuroloog
- Aleksandr Kerenski (1881-1970), politicus
- Grigori Zinovjev (1883-1936), politicus
- Anna Achmatova (1889-1966), dichteres
- Sergej Syrtsov (1893-1937), politicus en journalist
- Pjotr Kapitsa (1894-1984), natuurkundige en Nobelprijswinnaar
- Mariss Jansons (1943), dirigent
- Gennadi Sosonko (1943), schaker
- Andrej Kolkoetin (1957), kunstenaar

## Overleden in Sint-Petersburg
- Harmen van Bol'es (1689-1764), bouwmeester
- Leonhard Euler (1707-1783), wetenschapper
- Aleksandr Poesjkin (1799-1837), schrijver en dichter
- Taras Sjevtsjenko (1814-1861), schrijver, dichter, kunstschilder, tekenaar en humanist
- Karl Janisj (1813-1872), schaker
- Nikolaj Poetilov (1820-1880), industrieel en ondernemer
- Fjodor Dostojevski (1821-1881), schrijver
- Pjotr Iljitsj Tsjaikovski (1840-1893), componist
- Aleksandr Popov (1859-1906), natuurkundige
- Dmitri Mendelejev (1834-1907), scheikundige
- Grigori Raspoetin (1869-1916), monnik en intrigant
- Nikolaj Golitsyn (1850-1925), politicus
- Sergej Kirov (1886-1934), politicus
- Maximilian Steinberg (1883-1946), componist

## Noot
1. ↑  In deze lijsten zijn ook inwoners opgenomen uit perioden dat de stad Petrograd (1914-1924) en Leningrad (1924-1991) heette.